# Turin (storstadsregion)
Storstadsregionen Turin (italienska: Città metropolitana di Torino) är en storstadsregion i regionen Piemonte i nordvästra Italien. Storstadsregionens huvudstad är Turin och den hade 2017 cirka 2,27 miljoner invånare. Den ersatte provinsen Turin år 2015. Storstadsregionen Turin omfattar 316 kommuner.

## Administration
Storstadsregionen Turin är indelad i 312 kommuner och dessa finns listade i lista över kommuner i storstadsregionen Turin.